# Città del Kansas
Lista delle città del Kansas, Stati Uniti d'America, comprendente i comuni (city).
I dati sono dell'USCB riferiti ad una stima del 01-07-2007.
| #   | città            | contea       | status | Cens. 2000 | Stima 01-07-07 |
| --- | ---------------- | ------------ | ------ | ---------- | -------------- |
| 1   | Abbyville        | Reno         | city   | 128        | 124            |
| 2   | Abilene          | Dickinson    | city   | 6543       | 6305           |
| 3   | Admire           | Lyon         | city   | 177        | 177            |
| 4   | Agenda           | Republic     | city   | 81         | 68             |
| 5   | Agra             | Phillips     | city   | 306        | 270            |
| 6   | Albert           | Barton       | city   | 181        | 176            |
| 7   | Alden            | Rice         | city   | 168        | 154            |
| 8   | Alexander        | Rush         | city   | 75         | 66             |
| 9   | Allen            | Lyon         | city   | 211        | 216            |
| 10  | Alma             | Wabaunsee    | city   | 797        | 752            |
| 11  | Almena           | Norton       | city   | 469        | 429            |
| 12  | Alta Vista       | Wabaunsee    | city   | 442        | 419            |
| 13  | Altamont         | Labette      | city   | 1092       | 1056           |
| 14  | Alton            | Osborne      | city   | 117        | 104            |
| 15  | Altoona          | Wilson       | city   | 485        | 469            |
| 16  | Americus         | Lyon         | city   | 938        | 933            |
| 17  | Andale           | Sedgwick     | city   | 766        | 841            |
| 18  | Andover          | Butler       | city   | 6698       | 9898           |
| 19  | Anthony          | Harper       | city   | 2440       | 2203           |
| 20  | Arcadia          | Crawford     | city   | 391        | 389            |
| 21  | Argonia          | Sumner       | city   | 534        | 479            |
| 22  | Arkansas City    | Cowley       | city   | 11963      | 11168          |
| 23  | Arlington        | Reno         | city   | 459        | 433            |
| 24  | Arma             | Crawford     | city   | 1529       | 1521           |
| 25  | Ashland          | Clark        | city   | 975        | 862            |
| 26  | Assaria          | Saline       | city   | 438        | 446            |
| 27  | Atchison         | Atchison     | city   | 10232      | 10078          |
| 28  | Athol            | Smith        | city   | 51         | 45             |
| 29  | Atlanta          | Cowley       | city   | 255        | 241            |
| 30  | Attica           | Harper       | city   | 636        | 580            |
| 31  | Atwood           | Rawlins      | city   | 1279       | 1092           |
| 32  | Auburn           | Shawnee      | city   | 1121       | 1143           |
| 33  | Augusta          | Butler       | city   | 8423       | 8683           |
| 34  | Aurora           | Cloud        | city   | 79         | 74             |
| 35  | Axtell           | Marshall     | city   | 445        | 423            |
| 36  | Baldwin City     | Douglas      | city   | 3400       | 4202           |
| 37  | Barnard          | Lincoln      | city   | 123        | 115            |
| 38  | Barnes           | Washington   | city   | 152        | 138            |
| 39  | Bartlett         | Labette      | city   | 124        | 122            |
| 40  | Basehor          | Leavenworth  | city   | 2238       | 3729           |
| 41  | Bassett          | Allen        | city   | 22         | 21             |
| 42  | Baxter Springs   | Cherokee     | city   | 4602       | 4202           |
| 43  | Bazine           | Ness         | city   | 311        | 334            |
| 44  | Beattie          | Marshall     | city   | 277        | 261            |
| 45  | Bel Aire         | Sedgwick     | city   | 5836       | 6704           |
| 46  | Belle Plaine     | Sumner       | city   | 1708       | 1550           |
| 47  | Belleville       | Republic     | city   | 2239       | 1864           |
| 48  | Beloit           | Mitchell     | city   | 4019       | 3645           |
| 49  | Belpre           | Edwards      | city   | 104        | 95             |
| 50  | Belvue           | Pottawatomie | city   | 228        | 217            |
| 51  | Benedict         | Wilson       | city   | 103        | 99             |
| 52  | Bennington       | Ottawa       | city   | 623        | 598            |
| 53  | Bentley          | Sedgwick     | city   | 368        | 496            |
| 54  | Benton           | Butler       | city   | 827        | 809            |
| 55  | Bern             | Nemaha       | city   | 204        | 194            |
| 56  | Beverly          | Lincoln      | city   | 199        | 185            |
| 57  | Bird City        | Cheyenne     | city   | 482        | 416            |
| 58  | Bison            | Rush         | city   | 235        | 207            |
| 59  | Blue Mound       | Linn         | city   | 277        | 292            |
| 60  | Blue Rapids      | Marshall     | city   | 1088       | 1022           |
| 61  | Bluff City       | Harper       | city   | 80         | 73             |
| 62  | Bogue            | Graham       | city   | 179        | 161            |
| 63  | Bonner Springs   | Wyandotte    | city   | 6768       | 7069           |
| 64  | Brewster         | Thomas       | city   | 285        | 250            |
| 65  | Bronson          | Bourbon      | city   | 346        | 335            |
| 66  | Brookville       | Saline       | city   | 259        | 259            |
| 67  | Brownell         | Ness         | city   | 48         | 41             |
| 68  | Bucklin          | Ford         | city   | 725        | 726            |
| 69  | Buffalo          | Wilson       | city   | 284        | 276            |
| 70  | Buhler           | Reno         | city   | 1358       | 1325           |
| 71  | Bunker Hill      | Russell      | city   | 101        | 93             |
| 72  | Burden           | Cowley       | city   | 564        | 533            |
| 73  | Burdett          | Pawnee       | city   | 256        | 228            |
| 74  | Burlingame       | Osage        | city   | 1017       | 970            |
| 75  | Burlington       | Coffey       | city   | 2790       | 2641           |
| 76  | Burns            | Marion       | city   | 268        | 259            |
| 77  | Burr Oak         | Jewell       | city   | 265        | 215            |
| 78  | Burrton          | Harvey       | city   | 932        | 890            |
| 79  | Bushong          | Lyon         | city   | 55         | 51             |
| 80  | Bushton          | Rice         | city   | 314        | 286            |
| 81  | Byers            | Pratt        | city   | 50         | 49             |
| 82  | Caldwell         | Sumner       | city   | 1284       | 1161           |
| 83  | Cambridge        | Cowley       | city   | 103        | 97             |
| 84  | Caney            | Montgomery   | city   | 2092       | 1985           |
| 85  | Canton           | McPherson    | city   | 829        | 797            |
| 86  | Carbondale       | Osage        | city   | 1478       | 1392           |
| 87  | Carlton          | Dickinson    | city   | 38         | 37             |
| 88  | Cassoday         | Butler       | city   | 130        | 129            |
| 89  | Cawker City      | Mitchell     | city   | 521        | 463            |
| 90  | Cedar            | Smith        | city   | 26         | 23             |
| 91  | Cedar Point      | Chase        | city   | 53         | 51             |
| 92  | Cedar Vale       | Chautauqua   | city   | 723        | 623            |
| 93  | Centralia        | Nemaha       | city   | 534        | 492            |
| 94  | Chanute          | Neosho       | city   | 9411       | 8854           |
| 95  | Chapman          | Dickinson    | city   | 1241       | 1284           |
| 96  | Chase            | Rice         | city   | 490        | 448            |
| 97  | Chautauqua       | Chautauqua   | city   | 113        | 98             |
| 98  | Cheney           | Sedgwick     | city   | 1783       | 1988           |
| 99  | Cherokee         | Crawford     | city   | 722        | 722            |
| 100 | Cherryvale       | Montgomery   | city   | 2386       | 2263           |
| 101 | Chetopa          | Labette      | city   | 1281       | 1224           |
| 102 | Cimarron         | Gray         | city   | 1934       | 1969           |
| 103 | Circleville      | Jackson      | city   | 185        | 179            |
| 104 | Claflin          | Barton       | city   | 705        | 659            |
| 105 | Clay Center      | Clay         | city   | 4564       | 4365           |
| 106 | Clayton          | Norton       | city   | 66         | 61             |
| 107 | Clearwater       | Sedgwick     | city   | 2178       | 2337           |
| 108 | Clifton          | Washington   | city   | 557        | 499            |
| 109 | Climax           | Greenwood    | city   | 64         | 59             |
| 110 | Clyde            | Cloud        | city   | 740        | 680            |
| 111 | Coats            | Pratt        | city   | 112        | 109            |
| 112 | Coffeyville      | Montgomery   | city   | 11021      | 10349          |
| 113 | Colby            | Thomas       | city   | 5450       | 4826           |
| 114 | Coldwater        | Comanche     | city   | 792        | 756            |
| 115 | Collyer          | Trego        | city   | 133        | 120            |
| 116 | Colony           | Anderson     | city   | 397        | 374            |
| 117 | Columbus         | Cherokee     | city   | 3396       | 3222           |
| 118 | Colwich          | Sedgwick     | city   | 1229       | 1382           |
| 119 | Concordia        | Cloud        | city   | 5714       | 5171           |
| 120 | Conway Springs   | Sumner       | city   | 1322       | 1206           |
| 121 | Coolidge         | Hamilton     | city   | 86         | 86             |
| 122 | Copeland         | Gray         | city   | 339        | 306            |
| 123 | Corning          | Nemaha       | city   | 170        | 162            |
| 124 | Cottonwood Falls | Chase        | city   | 966        | 901            |
| 125 | Council Grove    | Morris       | city   | 2321       | 2253           |
| 126 | Courtland        | Republic     | city   | 334        | 304            |
| 127 | Coyville         | Wilson       | city   | 71         | 68             |
| 128 | Cuba             | Republic     | city   | 231        | 194            |
| 129 | Cullison         | Pratt        | city   | 98         | 96             |
| 130 | Culver           | Ottawa       | city   | 164        | 160            |
| 131 | Cunningham       | Kingman      | city   | 514        | 459            |
| 132 | Damar            | Rooks        | city   | 155        | 144            |
| 133 | Danville         | Harper       | city   | 59         | 54             |
| 134 | De Soto          | Johnson      | city   | 4561       | 5369           |
| 135 | Dearing          | Montgomery   | city   | 415        | 449            |
| 136 | Deerfield        | Kearny       | city   | 884        | 812            |
| 137 | Delia            | Jackson      | city   | 179        | 181            |
| 138 | Delphos          | Ottawa       | city   | 469        | 438            |
| 139 | Denison          | Jackson      | city   | 231        | 228            |
| 140 | Denton           | Doniphan     | city   | 186        | 176            |
| 141 | Derby            | Sedgwick     | city   | 17807      | 22058          |
| 142 | Dexter           | Cowley       | city   | 364        | 339            |
| 143 | Dighton          | Lane         | city   | 1261       | 1020           |
| 144 | Dodge City       | Ford         | city   | 25176      | 25737          |
| 145 | Dorrance         | Russell      | city   | 205        | 185            |
| 146 | Douglass         | Butler       | city   | 1813       | 1790           |
| 147 | Downs            | Osborne      | city   | 1038       | 899            |
| 148 | Dresden          | Decatur      | city   | 51         | 44             |
| 149 | Dunlap           | Morris       | city   | 81         | 80             |
| 150 | Durham           | Marion       | city   | 114        | 102            |
| 151 | Dwight           | Morris       | city   | 330        | 324            |
| 152 | Earlton          | Neosho       | city   | 80         | 78             |
| 153 | Eastborough      | Sedgwick     | city   | 826        | 799            |
| 154 | Easton           | Leavenworth  | city   | 362        | 346            |
| 155 | Edgerton         | Johnson      | city   | 1440       | 1788           |
| 156 | Edmond           | Norton       | city   | 47         | 43             |
| 157 | Edna             | Labette      | city   | 423        | 417            |
| 158 | Edwardsville     | Wyandotte    | city   | 4146       | 4463           |
| 159 | Effingham        | Atchison     | city   | 588        | 573            |
| 160 | El Dorado        | Butler       | city   | 12057      | 12596          |
| 161 | Elbing           | Butler       | city   | 218        | 209            |
| 162 | Elgin            | Chautauqua   | city   | 82         | 72             |
| 163 | Elk City         | Montgomery   | city   | 305        | 297            |
| 164 | Elk Falls        | Elk          | city   | 112        | 104            |
| 165 | Elkhart          | Morton       | city   | 2233       | 1940           |
| 166 | Ellinwood        | Barton       | city   | 2164       | 2048           |
| 167 | Ellis            | Ellis        | city   | 1873       | 1913           |
| 168 | Ellsworth        | Ellsworth    | city   | 2965       | 2881           |
| 169 | Elmdale          | Chase        | city   | 50         | 48             |
| 170 | Elsmore          | Allen        | city   | 73         | 66             |
| 171 | Elwood           | Doniphan     | city   | 1145       | 1132           |
| 172 | Emmett           | Pottawatomie | city   | 277        | 262            |
| 173 | Emporia          | Lyon         | city   | 26760      | 26662          |
| 174 | Englewood        | Clark        | city   | 109        | 95             |
| 175 | Ensign           | Gray         | city   | 203        | 190            |
| 176 | Enterprise       | Dickinson    | city   | 836        | 797            |
| 177 | Erie             | Neosho       | city   | 1211       | 1150           |
| 178 | Esbon            | Jewell       | city   | 148        | 126            |
| 179 | Eskridge         | Wabaunsee    | city   | 589        | 563            |
| 180 | Eudora           | Douglas      | city   | 4307       | 6077           |
| 181 | Eureka           | Greenwood    | city   | 2914       | 2607           |
| 182 | Everest          | Brown        | city   | 314        | 298            |
| 183 | Fairview         | Brown        | city   | 271        | 254            |
| 184 | Fairway          | Johnson      | city   | 3952       | 3832           |
| 185 | Fall River       | Greenwood    | city   | 156        | 145            |
| 186 | Florence         | Marion       | city   | 671        | 605            |
| 187 | Fontana          | Miami        | city   | 149        | 214            |
| 188 | Ford             | Ford         | city   | 314        | 325            |
| 189 | Formoso          | Jewell       | city   | 129        | 110            |
| 190 | Fort Scott       | Bourbon      | city   | 8297       | 7915           |
| 191 | Fowler           | Meade        | city   | 567        | 551            |
| 192 | Frankfort        | Marshall     | city   | 855        | 779            |
| 193 | Frederick        | Rice         | city   | 11         | 11             |
| 194 | Fredonia         | Wilson       | city   | 2600       | 2424           |
| 195 | Freeport         | Harper       | city   | 6          | 7              |
| 196 | Frontenac        | Crawford     | city   | 2996       | 3194           |
| 197 | Fulton           | Bourbon      | city   | 184        | 178            |
| 198 | Galatia          | Barton       | city   | 61         | 59             |
| 199 | Galena           | Cherokee     | city   | 3287       | 3163           |
| 200 | Galesburg        | Neosho       | city   | 150        | 146            |
| 201 | Galva            | McPherson    | city   | 701        | 797            |
| 202 | Garden City      | Finney       | city   | 28451      | 26629          |
| 203 | Garden Plain     | Sedgwick     | city   | 797        | 836            |
| 204 | Gardner          | Johnson      | city   | 9396       | 16462          |
| 205 | Garfield         | Pawnee       | city   | 198        | 176            |
| 206 | Garnett          | Anderson     | city   | 3368       | 3207           |
| 207 | Gas              | Allen        | city   | 556        | 541            |
| 208 | Gaylord          | Smith        | city   | 145        | 122            |
| 209 | Gem              | Thomas       | city   | 96         | 88             |
| 210 | Geneseo          | Rice         | city   | 272        | 260            |
| 211 | Geuda Springs    | Sumner       | city   | 212        | 194            |
| 212 | Girard           | Crawford     | city   | 2773       | 2753           |
| 213 | Glade            | Phillips     | city   | 114        | 103            |
| 214 | Glasco           | Cloud        | city   | 536        | 485            |
| 215 | Glen Elder       | Mitchell     | city   | 439        | 393            |
| 216 | Goddard          | Sedgwick     | city   | 2037       | 3697           |
| 217 | Goessel          | Marion       | city   | 565        | 516            |
| 218 | Goff             | Nemaha       | city   | 181        | 166            |
| 219 | Goodland         | Sherman      | city   | 4948       | 4349           |
| 220 | Gorham           | Russell      | city   | 360        | 327            |
| 221 | Gove City        | Gove         | city   | 105        | 91             |
| 222 | Grainfield       | Gove         | city   | 327        | 284            |
| 223 | Grandview Plaza  | Geary        | city   | 1184       | 994            |
| 224 | Great Bend       | Barton       | city   | 15345      | 15557          |
| 225 | Greeley          | Anderson     | city   | 327        | 319            |
| 226 | Green            | Clay         | city   | 147        | 137            |
| 227 | Greenleaf        | Washington   | city   | 357        | 319            |
| 228 | Greensburg       | Kiowa        | city   | 1574       | 1383           |
| 229 | Grenola          | Elk          | city   | 231        | 214            |
| 230 | Gridley          | Coffey       | city   | 372        | 356            |
| 231 | Grinnell         | Gove         | city   | 329        | 286            |
| 232 | Gypsum           | Saline       | city   | 414        | 400            |
| 233 | Haddam           | Washington   | city   | 169        | 153            |
| 234 | Halstead         | Harvey       | city   | 1873       | 1886           |
| 235 | Hamilton         | Greenwood    | city   | 334        | 309            |
| 236 | Hamlin           | Brown        | city   | 53         | 50             |
| 237 | Hanover          | Washington   | city   | 653        | 576            |
| 238 | Hanston          | Hodgeman     | city   | 259        | 245            |
| 239 | Hardtner         | Barber       | city   | 199        | 183            |
| 240 | Harper           | Harper       | city   | 1567       | 1412           |
| 241 | Hartford         | Lyon         | city   | 500        | 502            |
| 242 | Harveyville      | Wabaunsee    | city   | 267        | 250            |
| 243 | Havana           | Montgomery   | city   | 86         | 84             |
| 244 | Haven            | Reno         | city   | 1175       | 1161           |
| 245 | Havensville      | Pottawatomie | city   | 146        | 143            |
| 246 | Haviland         | Kiowa        | city   | 612        | 569            |
| 247 | Hays             | Ellis        | city   | 20013      | 20106          |
| 248 | Haysville        | Sedgwick     | city   | 8502       | 10193          |
| 249 | Hazelton         | Barber       | city   | 0          | 132            |
| 250 | Hepler           | Crawford     | city   | 154        | 154            |
| 251 | Herington        | Dickinson    | city   | 2563       | 2421           |
| 252 | Herndon          | Rawlins      | city   | 149        | 131            |
| 253 | Hesston          | Harvey       | city   | 3509       | 3701           |
| 254 | Hiawatha         | Brown        | city   | 3417       | 3188           |
| 255 | Highland         | Doniphan     | city   | 976        | 945            |
| 256 | Hill City        | Graham       | city   | 1604       | 1400           |
| 257 | Hillsboro        | Marion       | city   | 2854       | 2666           |
| 258 | Hoisington       | Barton       | city   | 2975       | 2889           |
| 259 | Holcomb          | Finney       | city   | 2026       | 1856           |
| 260 | Hollenberg       | Washington   | city   | 31         | 28             |
| 261 | Holton           | Jackson      | city   | 3353       | 3312           |
| 262 | Holyrood         | Ellsworth    | city   | 464        | 448            |
| 263 | Hope             | Dickinson    | city   | 372        | 359            |
| 264 | Horace           | Greeley      | city   | 143        | 124            |
| 265 | Horton           | Brown        | city   | 1967       | 1810           |
| 266 | Howard           | Elk          | city   | 808        | 755            |
| 267 | Hoxie            | Sheridan     | city   | 1244       | 1107           |
| 268 | Hoyt             | Jackson      | city   | 571        | 581            |
| 269 | Hudson           | Stafford     | city   | 133        | 125            |
| 270 | Hugoton          | Stevens      | city   | 3708       | 3412           |
| 271 | Humboldt         | Allen        | city   | 1999       | 1854           |
| 272 | Hunnewell        | Sumner       | city   | 83         | 77             |
| 273 | Hunter           | Mitchell     | city   | 77         | 70             |
| 274 | Huron            | Atchison     | city   | 87         | 86             |
| 275 | Hutchinson       | Reno         | city   | 40787      | 40668          |
| 276 | Independence     | Montgomery   | city   | 9846       | 9277           |
| 277 | Ingalls          | Gray         | city   | 328        | 298            |
| 278 | Inman            | McPherson    | city   | 1142       | 1191           |
| 279 | Iola             | Allen        | city   | 6302       | 5843           |
| 280 | Isabel           | Barber       | city   | 108        | 99             |
| 281 | Iuka             | Pratt        | city   | 185        | 182            |
| 282 | Jamestown        | Cloud        | city   | 399        | 374            |
| 283 | Jennings         | Decatur      | city   | 146        | 120            |
| 284 | Jetmore          | Hodgeman     | city   | 903        | 855            |
| 285 | Jewell           | Jewell       | city   | 483        | 413            |
| 286 | Johnson City     | Stanton      | city   | 1528       | 1364           |
| 287 | Junction City    | Geary        | city   | 18886      | 15576          |
| 288 | Kanopolis        | Ellsworth    | city   | 543        | 511            |
| 289 | Kanorado         | Sherman      | city   | 248        | 220            |
| 290 | Kansas City      | Wyandotte    | city   | 146866     | 142320         |
| 291 | Kechi            | Sedgwick     | city   | 1038       | 1703           |
| 292 | Kensington       | Smith        | city   | 529        | 470            |
| 293 | Kincaid          | Anderson     | city   | 178        | 174            |
| 294 | Kingman          | Kingman      | city   | 3387       | 3056           |
| 295 | Kinsley          | Edwards      | city   | 1658       | 1462           |
| 296 | Kiowa            | Barber       | city   | 1055       | 931            |
| 297 | Kirwin           | Phillips     | city   | 229        | 208            |
| 298 | Kismet           | Seward       | city   | 484        | 514            |
| 299 | La Crosse        | Rush         | city   | 1376       | 1234           |
| 300 | La Cygne         | Linn         | city   | 1115       | 1131           |
| 301 | La Harpe         | Allen        | city   | 706        | 648            |
| 302 | Labette          | Labette      | city   | 68         | 67             |
| 303 | Lake Quivira     | Johnson      | city   | 932        | 935            |
| 304 | Lakin            | Kearny       | city   | 2316       | 2115           |
| 305 | Lancaster        | Atchison     | city   | 291        | 290            |
| 306 | Lane             | Franklin     | city   | 256        | 254            |
| 307 | Langdon          | Reno         | city   | 72         | 71             |
| 308 | Lansing          | Leavenworth  | city   | 9199       | 10680          |
| 309 | Larned           | Pawnee       | city   | 4236       | 3675           |
| 310 | Latham           | Butler       | city   | 164        | 162            |
| 311 | Latimer          | Morris       | city   | 21         | 20             |
| 312 | Lawrence         | Douglas      | city   | 80098      | 89852          |
| 313 | Leavenworth      | Leavenworth  | city   | 35420      | 34787          |
| 314 | Leawood          | Johnson      | city   | 27656      | 31012          |
| 315 | Lebanon          | Smith        | city   | 303        | 265            |
| 316 | Lebo             | Coffey       | city   | 961        | 931            |
| 317 | Lecompton        | Douglas      | city   | 608        | 646            |
| 318 | Lehigh           | Marion       | city   | 215        | 193            |
| 319 | Lenexa           | Johnson      | city   | 40238      | 45681          |
| 320 | Lenora           | Norton       | city   | 306        | 270            |
| 321 | Leon             | Butler       | city   | 645        | 640            |
| 322 | Leona            | Doniphan     | city   | 88         | 83             |
| 323 | Leonardville     | Riley        | city   | 398        | 441            |
| 324 | Leoti            | Wichita      | city   | 1598       | 1372           |
| 325 | LeRoy            | Coffey       | city   | 593        | 559            |
| 326 | Lewis            | Edwards      | city   | 486        | 447            |
| 327 | Liberal          | Seward       | city   | 19666      | 20128          |
| 328 | Liberty          | Montgomery   | city   | 95         | 93             |
| 329 | Liebenthal       | Rush         | city   | 111        | 101            |
| 330 | Lincoln Center   | Lincoln      | city   | 1349       | 1222           |
| 331 | Lincolnville     | Marion       | city   | 225        | 206            |
| 332 | Lindsborg        | McPherson    | city   | 3321       | 3262           |
| 333 | Linn             | Washington   | city   | 425        | 379            |
| 334 | Linn Valley      | Linn         | city   | 562        | 584            |
| 335 | Linwood          | Leavenworth  | city   | 374        | 389            |
| 336 | Little River     | Rice         | city   | 536        | 516            |
| 337 | Logan            | Phillips     | city   | 603        | 535            |
| 338 | Lone Elm         | Anderson     | city   | 27         | 26             |
| 339 | Long Island      | Phillips     | city   | 155        | 141            |
| 340 | Longford         | Clay         | city   | 94         | 90             |
| 341 | Longton          | Elk          | city   | 394        | 366            |
| 342 | Lorraine         | Ellsworth    | city   | 136        | 132            |
| 343 | Lost Springs     | Marion       | city   | 71         | 63             |
| 344 | Louisburg        | Miami        | city   | 2576       | 3787           |
| 345 | Louisville       | Pottawatomie | city   | 209        | 206            |
| 346 | Lucas            | Russell      | city   | 436        | 415            |
| 347 | Luray            | Russell      | city   | 203        | 183            |
| 348 | Lyndon           | Osage        | city   | 1038       | 999            |
| 349 | Lyons            | Rice         | city   | 3732       | 3471           |
| 350 | Macksville       | Stafford     | city   | 514        | 483            |
| 351 | Madison          | Greenwood    | city   | 857        | 765            |
| 352 | Mahaska          | Washington   | city   | 107        | 97             |
| 353 | Maize            | Sedgwick     | city   | 1868       | 2872           |
| 354 | Manchester       | Dickinson    | city   | 102        | 100            |
| 355 | Manhattan        | Riley        | city   | 44831      | 51707          |
| 356 | Mankato          | Jewell       | city   | 976        | 807            |
| 357 | Manter           | Stanton      | city   | 178        | 162            |
| 358 | Maple Hill       | Wabaunsee    | city   | 469        | 498            |
| 359 | Mapleton         | Bourbon      | city   | 98         | 95             |
| 360 | Marion           | Marion       | city   | 2110       | 1897           |
| 361 | Marquette        | McPherson    | city   | 542        | 589            |
| 362 | Marysville       | Marshall     | city   | 3271       | 3103           |
| 363 | Matfield Green   | Chase        | city   | 60         | 58             |
| 364 | Mayetta          | Jackson      | city   | 312        | 359            |
| 365 | Mayfield         | Sumner       | city   | 113        | 105            |
| 366 | McCracken        | Rush         | city   | 211        | 191            |
| 367 | McCune           | Crawford     | city   | 426        | 427            |
| 368 | McDonald         | Rawlins      | city   | 159        | 133            |
| 369 | McFarland        | Wabaunsee    | city   | 271        | 270            |
| 370 | McLouth          | Jefferson    | city   | 868        | 811            |
| 371 | McPherson        | McPherson    | city   | 13770      | 13487          |
| 372 | Meade            | Meade        | city   | 1672       | 1553           |
| 373 | Medicine Lodge   | Barber       | city   | 2193       | 1962           |
| 374 | Melvern          | Osage        | city   | 429        | 408            |
| 375 | Menlo            | Thomas       | city   | 57         | 52             |
| 376 | Meriden          | Jefferson    | city   | 706        | 716            |
| 377 | Merriam          | Johnson      | city   | 11008      | 10790          |
| 378 | Milan            | Sumner       | city   | 137        | 126            |
| 379 | Mildred          | Allen        | city   | 36         | 35             |
| 380 | Milford          | Geary        | city   | 502        | 422            |
| 381 | Miltonvale       | Cloud        | city   | 523        | 467            |
| 382 | Minneapolis      | Ottawa       | city   | 2046       | 1985           |
| 383 | Minneola         | Clark        | city   | 717        | 630            |
| 384 | Mission          | Johnson      | city   | 9727       | 9743           |
| 385 | Mission Hills    | Johnson      | city   | 3593       | 3537           |
| 386 | Mission Woods    | Johnson      | city   | 165        | 159            |
| 387 | Moline           | Elk          | city   | 457        | 427            |
| 388 | Montezuma        | Gray         | city   | 966        | 934            |
| 389 | Moran            | Allen        | city   | 562        | 526            |
| 390 | Morganville      | Clay         | city   | 198        | 194            |
| 391 | Morland          | Graham       | city   | 164        | 147            |
| 392 | Morrill          | Brown        | city   | 277        | 249            |
| 393 | Morrowville      | Washington   | city   | 168        | 152            |
| 394 | Moscow           | Stevens      | city   | 247        | 233            |
| 395 | Mound City       | Linn         | city   | 821        | 804            |
| 396 | Mound Valley     | Labette      | city   | 418        | 409            |
| 397 | Moundridge       | McPherson    | city   | 1593       | 1629           |
| 398 | Mount Hope       | Sedgwick     | city   | 830        | 853            |
| 399 | Mulberry         | Crawford     | city   | 577        | 573            |
| 400 | Mullinville      | Kiowa        | city   | 279        | 255            |
| 401 | Mulvane          | Sedgwick     | city   | 5155       | 5835           |
| 402 | Munden           | Republic     | city   | 122        | 103            |
| 403 | Muscotah         | Atchison     | city   | 200        | 199            |
| 404 | Narka            | Republic     | city   | 93         | 78             |
| 405 | Nashville        | Kingman      | city   | 111        | 101            |
| 406 | Natoma           | Osborne      | city   | 367        | 314            |
| 407 | Neodesha         | Wilson       | city   | 2848       | 2650           |
| 408 | Neosho Falls     | Woodson      | city   | 179        | 160            |
| 409 | Neosho Rapids    | Lyon         | city   | 274        | 276            |
| 410 | Ness City        | Ness         | city   | 1534       | 1283           |
| 411 | Netawaka         | Jackson      | city   | 170        | 185            |
| 412 | New Albany       | Wilson       | city   | 73         | 71             |
| 413 | New Cambria      | Saline       | city   | 150        | 159            |
| 414 | New Strawn       | Coffey       | city   | 425        | 397            |
| 415 | Newton           | Harvey       | city   | 17190      | 18017          |
| 416 | Nickerson        | Reno         | city   | 1194       | 1146           |
| 417 | Niotaze          | Chautauqua   | city   | 122        | 107            |
| 418 | Norcatur         | Decatur      | city   | 169        | 146            |
| 419 | North Newton     | Harvey       | city   | 1522       | 1573           |
| 420 | Norton           | Norton       | city   | 3012       | 2680           |
| 421 | Nortonville      | Jefferson    | city   | 620        | 577            |
| 422 | Norwich          | Kingman      | city   | 551        | 501            |
| 423 | Oak Hill         | Clay         | city   | 35         | 34             |
| 424 | Oakley           | Logan        | city   | 2173       | 1870           |
| 425 | Oberlin          | Decatur      | city   | 1994       | 1680           |
| 426 | Offerle          | Edwards      | city   | 220        | 202            |
| 427 | Ogden            | Riley        | city   | 1762       | 1878           |
| 428 | Oketo            | Marshall     | city   | 87         | 82             |
| 429 | Olathe           | Johnson      | city   | 92962      | 118034         |
| 430 | Olivet           | Osage        | city   | 64         | 61             |
| 431 | Olmitz           | Barton       | city   | 138        | 134            |
| 432 | Olpe             | Lyon         | city   | 504        | 507            |
| 433 | Olsburg          | Pottawatomie | city   | 192        | 191            |
| 434 | Onaga            | Pottawatomie | city   | 704        | 671            |
| 435 | Oneida           | Nemaha       | city   | 70         | 66             |
| 436 | Osage City       | Osage        | city   | 3034       | 2846           |
| 437 | Osawatomie       | Miami        | city   | 4645       | 4533           |
| 438 | Osborne          | Osborne      | city   | 1607       | 1377           |
| 439 | Oskaloosa        | Jefferson    | city   | 1165       | 1106           |
| 440 | Oswego           | Labette      | city   | 2046       | 1983           |
| 441 | Otis             | Rush         | city   | 325        | 300            |
| 442 | Ottawa           | Franklin     | city   | 11921      | 12828          |
| 443 | Overbrook        | Osage        | city   | 947        | 934            |
| 444 | Overland Park    | Johnson      | city   | 149080     | 169403         |
| 445 | Oxford           | Sumner       | city   | 1173       | 1079           |
| 446 | Ozawkie          | Jefferson    | city   | 552        | 559            |
| 447 | Palco            | Rooks        | city   | 248        | 219            |
| 448 | Palmer           | Washington   | city   | 108        | 98             |
| 449 | Paola            | Miami        | city   | 5011       | 5368           |
| 450 | Paradise         | Russell      | city   | 64         | 60             |
| 451 | Park City        | Sedgwick     | city   | 5814       | 7588           |
| 452 | Park             | Gove         | city   | 151        | 131            |
| 453 | Parker           | Linn         | city   | 281        | 300            |
| 454 | Parkerfield      | Cowley       | city   | (X)        | 342            |
| 455 | Parkerville      | Morris       | city   | 73         | 71             |
| 456 | Parsons          | Labette      | city   | 11514      | 11122          |
| 457 | Partridge        | Reno         | city   | 259        | 255            |
| 458 | Pawnee Rock      | Barton       | city   | 356        | 332            |
| 459 | Paxico           | Wabaunsee    | city   | 211        | 208            |
| 460 | Peabody          | Marion       | city   | 1384       | 1219           |
| 461 | Penalosa         | Kingman      | city   | 27         | 25             |
| 462 | Perry            | Jefferson    | city   | 901        | 852            |
| 463 | Peru             | Chautauqua   | city   | 183        | 160            |
| 464 | Phillipsburg     | Phillips     | city   | 2668       | 2372           |
| 465 | Pittsburg        | Crawford     | city   | 19243      | 19536          |
| 466 | Plains           | Meade        | city   | 1163       | 1107           |
| 467 | Plainville       | Rooks        | city   | 2029       | 1822           |
| 468 | Pleasanton       | Linn         | city   | 1387       | 1337           |
| 469 | Plevna           | Reno         | city   | 99         | 97             |
| 470 | Pomona           | Franklin     | city   | 923        | 943            |
| 471 | Portis           | Osborne      | city   | 123        | 110            |
| 472 | Potwin           | Butler       | city   | 457        | 433            |
| 473 | Powhattan        | Brown        | city   | 91         | 86             |
| 474 | Prairie View     | Phillips     | city   | 141        | 128            |
| 475 | Prairie Village  | Johnson      | city   | 22072      | 21422          |
| 476 | Pratt            | Pratt        | city   | 6570       | 6406           |
| 477 | Prescott         | Linn         | city   | 280        | 276            |
| 478 | Preston          | Pratt        | city   | 164        | 160            |
| 479 | Pretty Prairie   | Reno         | city   | 615        | 594            |
| 480 | Princeton        | Franklin     | city   | 317        | 328            |
| 481 | Protection       | Comanche     | city   | 558        | 529            |
| 482 | Quenemo          | Osage        | city   | 468        | 431            |
| 483 | Quinter          | Gove         | city   | 961        | 809            |
| 484 | Radium           | Stafford     | city   | 40         | 37             |
| 485 | Ramona           | Marion       | city   | 94         | 84             |
| 486 | Randall          | Jewell       | city   | 90         | 71             |
| 487 | Randolph         | Riley        | city   | 175        | 176            |
| 488 | Ransom           | Ness         | city   | 338        | 283            |
| 489 | Rantoul          | Franklin     | city   | 241        | 240            |
| 490 | Raymond          | Rice         | city   | 95         | 91             |
| 491 | Reading          | Lyon         | city   | 247        | 248            |
| 492 | Redfield         | Bourbon      | city   | 140        | 136            |
| 493 | Republic         | Republic     | city   | 161        | 136            |
| 494 | Reserve          | Brown        | city   | 100        | 95             |
| 495 | Rexford          | Thomas       | city   | 157        | 143            |
| 496 | Richfield        | Morton       | city   | 48         | 42             |
| 497 | Richmond         | Franklin     | city   | 510        | 505            |
| 498 | Riley            | Riley        | city   | 886        | 939            |
| 499 | Robinson         | Brown        | city   | 216        | 195            |
| 500 | Roeland Park     | Johnson      | city   | 6817       | 6951           |
| 501 | Rolla            | Morton       | city   | 482        | 421            |
| 502 | Rose Hill        | Butler       | city   | 3432       | 3959           |
| 503 | Roseland         | Cherokee     | city   | 101        | 95             |
| 504 | Rossville        | Shawnee      | city   | 1014       | 1063           |
| 505 | Rozel            | Pawnee       | city   | 182        | 161            |
| 506 | Rush Center      | Rush         | city   | 176        | 163            |
| 507 | Russell          | Russell      | city   | 4696       | 4281           |
| 508 | Russell Springs  | Logan        | city   | 32         | 28             |
| 509 | Sabetha          | Nemaha       | city   | 2589       | 2493           |
| 510 | Salina           | Saline       | city   | 45679      | 46458          |
| 511 | Satanta          | Haskell      | city   | 1239       | 1124           |
| 512 | Savonburg        | Allen        | city   | 91         | 87             |
| 513 | Sawyer           | Pratt        | city   | 124        | 121            |
| 514 | Scammon          | Cherokee     | city   | 496        | 469            |
| 515 | Scandia          | Republic     | city   | 436        | 350            |
| 516 | Schoenchen       | Ellis        | city   | 214        | 215            |
| 517 | Scott City       | Scott        | city   | 3855       | 3494           |
| 518 | Scottsville      | Mitchell     | city   | 21         | 19             |
| 519 | Scranton         | Osage        | city   | 724        | 683            |
| 520 | Sedan            | Chautauqua   | city   | 1342       | 1179           |
| 521 | Sedgwick         | Harvey       | city   | 1537       | 1631           |
| 522 | Selden           | Sheridan     | city   | 201        | 177            |
| 523 | Seneca           | Nemaha       | city   | 2122       | 2027           |
| 524 | Severance        | Doniphan     | city   | 108        | 102            |
| 525 | Severy           | Greenwood    | city   | 359        | 334            |
| 526 | Seward           | Stafford     | city   | 63         | 59             |
| 527 | Sharon           | Barber       | city   | 210        | 193            |
| 528 | Sharon Springs   | Wallace      | city   | 835        | 682            |
| 529 | Shawnee          | Johnson      | city   | 47996      | 59958          |
| 530 | Silver Lake      | Shawnee      | city   | 1358       | 1370           |
| 531 | Simpson          | Mitchell     | city   | 114        | 101            |
| 532 | Smith Center     | Smith        | city   | 1931       | 1663           |
| 533 | Smolan           | Saline       | city   | 218        | 213            |
| 534 | Soldier          | Jackson      | city   | 122        | 120            |
| 535 | Solomon          | Dickinson    | city   | 1072       | 1053           |
| 536 | South Haven      | Sumner       | city   | 390        | 353            |
| 537 | South Hutchinson | Reno         | city   | 2539       | 2541           |
| 538 | Spearville       | Ford         | city   | 813        | 863            |
| 539 | Speed            | Phillips     | city   | 44         | 40             |
| 540 | Spivey           | Kingman      | city   | 80         | 74             |
| 541 | Spring Hill      | Johnson      | city   | 2727       | 5065           |
| 542 | St. Francis      | Cheyenne     | city   | 1497       | 1310           |
| 543 | St. George       | Pottawatomie | city   | 434        | 526            |
| 544 | St. John         | Stafford     | city   | 1318       | 1188           |
| 545 | St. Marys        | Pottawatomie | city   | 2198       | 2249           |
| 546 | St. Paul         | Neosho       | city   | 646        | 655            |
| 547 | Stafford         | Stafford     | city   | 1161       | 1043           |
| 548 | Stark            | Neosho       | city   | 106        | 103            |
| 549 | Sterling         | Rice         | city   | 2642       | 2539           |
| 550 | Stockton         | Rooks        | city   | 1558       | 1408           |
| 551 | Strong City      | Chase        | city   | 584        | 543            |
| 552 | Sublette         | Haskell      | city   | 1592       | 1509           |
| 553 | Summerfield      | Marshall     | city   | 211        | 199            |
| 554 | Sun City         | Barber       | city   | 81         | 74             |
| 555 | Susank           | Barton       | city   | 57         | 55             |
| 556 | Sylvan Grove     | Lincoln      | city   | 324        | 288            |
| 557 | Sylvia           | Reno         | city   | 297        | 292            |
| 558 | Syracuse         | Hamilton     | city   | 1824       | 1768           |
| 559 | Tampa            | Marion       | city   | 144        | 131            |
| 560 | Tescott          | Ottawa       | city   | 339        | 323            |
| 561 | Thayer           | Neosho       | city   | 500        | 488            |
| 562 | Timken           | Rush         | city   | 83         | 76             |
| 563 | Tipton           | Mitchell     | city   | 243        | 227            |
| 564 | Tonganoxie       | Leavenworth  | city   | 2728       | 4156           |
| 565 | Topeka           | Shawnee      | city   | 122377     | 122642         |
| 566 | Toronto          | Woodson      | city   | 312        | 269            |
| 567 | Towanda          | Butler       | city   | 1338       | 1354           |
| 568 | Treece           | Cherokee     | city   | 149        | 141            |
| 569 | Tribune          | Greeley      | city   | 835        | 694            |
| 570 | Troy             | Doniphan     | city   | 1054       | 1007           |
| 571 | Turon            | Reno         | city   | 436        | 428            |
| 572 | Tyro             | Montgomery   | city   | 226        | 221            |
| 573 | Udall            | Cowley       | city   | 794        | 746            |
| 574 | Ulysses          | Grant        | city   | 5960       | 5630           |
| 575 | Uniontown        | Bourbon      | city   | 288        | 275            |
| 576 | Utica            | Ness         | city   | 223        | 192            |
| 577 | Valley Center    | Sedgwick     | city   | 4883       | 6297           |
| 578 | Valley Falls     | Jefferson    | city   | 1254       | 1158           |
| 579 | Vermillion       | Marshall     | city   | 107        | 95             |
| 580 | Victoria         | Ellis        | city   | 1208       | 1191           |
| 581 | Vining           | Clay         | city   | 58         | 55             |
| 582 | Viola            | Sedgwick     | city   | 211        | 205            |
| 583 | Virgil           | Greenwood    | city   | 113        | 104            |
| 584 | WaKeeney         | Trego        | city   | 1924       | 1700           |
| 585 | Wakefield        | Clay         | city   | 838        | 854            |
| 586 | Waldo            | Russell      | city   | 48         | 45             |
| 587 | Waldron          | Harper       | city   | 17         | 15             |
| 588 | Wallace          | Wallace      | city   | 67         | 57             |
| 589 | Walnut           | Crawford     | city   | 221        | 221            |
| 590 | Walton           | Harvey       | city   | 284        | 287            |
| 591 | Wamego           | Pottawatomie | city   | 4246       | 4274           |
| 592 | Washington       | Washington   | city   | 1223       | 1114           |
| 593 | Waterville       | Marshall     | city   | 681        | 616            |
| 594 | Wathena          | Doniphan     | city   | 1348       | 1293           |
| 595 | Waverly          | Coffey       | city   | 589        | 554            |
| 596 | Webber           | Jewell       | city   | 37         | 32             |
| 597 | Weir             | Cherokee     | city   | 780        | 741            |
| 598 | Wellington       | Sumner       | city   | 8647       | 7812           |
| 599 | Wellsville       | Franklin     | city   | 1606       | 1731           |
| 600 | West Mineral     | Cherokee     | city   | 243        | 230            |
| 601 | Westmoreland     | Pottawatomie | city   | 631        | 740            |
| 602 | Westphalia       | Anderson     | city   | 165        | 161            |
| 603 | Westwood         | Johnson      | city   | 1533       | 1478           |
| 604 | Westwood Hills   | Johnson      | city   | 378        | 363            |
| 605 | Wetmore          | Nemaha       | city   | 362        | 345            |
| 606 | Wheaton          | Pottawatomie | city   | 92         | 90             |
| 607 | White City       | Morris       | city   | 518        | 505            |
| 608 | White Cloud      | Doniphan     | city   | 239        | 227            |
| 609 | Whitewater       | Butler       | city   | 653        | 635            |
| 610 | Whiting          | Jackson      | city   | 206        | 210            |
| 611 | Wichita          | Sedgwick     | city   | 344284     | 361420         |
| 612 | Willard          | Shawnee      | city   | 86         | 84             |
| 613 | Williamsburg     | Franklin     | city   | 351        | 357            |
| 614 | Willis           | Brown        | city   | 69         | 65             |
| 615 | Willowbrook      | Reno         | city   | 36         | 87             |
| 616 | Wilmore          | Comanche     | city   | 57         | 56             |
| 617 | Wilsey           | Morris       | city   | 191        | 187            |
| 618 | Wilson           | Ellsworth    | city   | 799        | 765            |
| 619 | Winchester       | Jefferson    | city   | 579        | 555            |
| 620 | Windom           | McPherson    | city   | 137        | 132            |
| 621 | Winfield         | Cowley       | city   | 12206      | 11539          |
| 622 | Winona           | Logan        | city   | 228        | 192            |
| 623 | Woodbine         | Dickinson    | city   | 207        | 203            |
| 624 | Woodston         | Rooks        | city   | 116        | 107            |
| 625 | Yates Center     | Woodson      | city   | 1599       | 1390           |
| 626 | Zenda            | Kingman      | city   | 123        | 113            |
| 627 | Zurich           | Rooks        | city   | 126        | 116            |